# 19-es busz (Sopron)
A soproni 19-es jelzésű autóbusz a Jereván lakótelepről indulva, körjáratként közlekedett.

## Története
A 19-es busz régen a Jereván lakótelep - Juharfa út - Autóbusz-állomás - Ógabona tér - Várkerület - Autóbusz-állomás - Juharfa út - Jereván lakótelep útvonalon járt, majd több éves szünet után 2003. június 16-án újraindult Jereván lakótelep és a GYSEV pályaudvar között. Majd ismét pár éves szünet után ismét újraindították a régi útvonalán, vagyis a vasútállomás érintése nélkül tette meg a kört. A viszonylat főleg az iskolások reggeli eljutását biztosította. A járat a 2008. április 14-i menetrendváltással ismét megszűnt.

## Útvonal
| Jereván lakótelep → Jereván lakótelep |
| --- |
| Jereván lakótelep végállomás – IV. László király utca – Faraktár utca – Táncsics Mihály utca – II. Rákóczi Ferenc utca – Széchenyi tér – Várkerület – Lackner Kristóf utca – Teleki Pál út – Juharfa út – Jereván lakótelep végállomás |

## Megállóhelyek
| Távolság (km) | Idő (perc) | Megállóhely neve            | Átszállási lehetőségek a 2008.04.13.-ig érvényes menetrend szerint | Nevezetességek / Helyek / Intézmények / Megjegyzések |
| ------------- | ---------- | --------------------------- | --- | --- |
| 0             | 0          | Jereván lakótelep           | 1, 2, 5, 5A, 5T, 6, 7, 7A, 9, 10, 10A, 10B, 10Y, 12, 13, 14M, 14MP, 17, 20, 20A, 20K, 20M | Helyi buszvégállomás |
| 0,3           | 1          | IV. László király út 5.     | 5, 5A, 5T, 10, 10A, 10B, 10IB, 10M, 10Y, 20, 20A, 20K, 20M | Posta Soproni Szakképzési Centrum Fáy András Két Tanítási Nyelvű Közgazdasági Technikum |
| 1,0           | 3          | Táncsics utca 4.            | 3, 3A, 3M, 4, 9, 11, 11A, 16, 21, 22 | Jézus Szíve templom Soproni SZC Vendéglátó, Kereskedelmi Technikum és Kollégium SOE Benedek Elek Pedagógiai Kar                                                                                 |
| 1,4           | 4          | II. Rákóczi Ferenc utca     | 11, 11A, 22 | |
| 2,0           | 6          | Várkerület 87. (Ötvös utca) | 1, 2, 4, 5, 5A, 5T, 9, 10, 10A, 10B, 10IB, 10M, 10MB, 10Y, 11M, 12, 12A, 15, 15A, 17, 20, 20K, 20M, 23                                                                                                | Liszt Ferenc Konferencia- és Kulturális Központ Soproni Petőfi Színház Posta Soproni Szent Júdás Tádé-templom SOE Lámfalussy Sándor Közgazdaságtudományi Kar Európa leghosszabb tere – Deák tér |
| 2,3           | 8          | Várkerület 59. (Árpád utca) | 1, 2, 4, 5, 5A, 5T, 6, 9, 10, 10A, 10B, 10IB, 10M, 10MB, 10Y, 11M, 12, 12A, 13, 13HK, 14, 14M, 14MP, 14P, 17, 20, 20K, 20M, 23                                                                        | Tűztorony Városháza Mária-szobor Szentháromság-szobor Posta Szent György-templom Scarbantia Régészeti Park                                                                                      |
| 2,7           | 10         | Várkerület, Festő köz       | 1, 2, 4, 5, 5A, 5T, 6, 9, 10, 10A, 10B, 10IB, 10M, 10MB, 10Y, 11M, 12, 12A, 13, 14, 14M, 14MP, 14P, 17, 20, 20K, 20M, 23                                                                              | Tűztorony Városháza Mária-szobor Szentháromság-szobor Posta Szent György-templom Scarbantia Régészeti Park                                                                                      |
| 3,2           | 11         | Lackner Kristóf utca        | 1, 2, 3, 3A, 3M, 4, 5, 5A, 5T, 6, 7, 7A, 8, 9, 10, 10A, 10B, 10IB, 10M, 10Y, 11M, 12, 12A, 13, 13HK, 13M, 14, 14M, 14MP, 14P, 16, 17, 20, 20A, 20K, 20M, 21, 23 Helyközi és távolsági autóbuszjáratok | Soproni autóbusz-állomás Soproni Rendőrkapitányság Káposztás utcai Stadion INTERSPAR áruház Vásárcsarnok                                                                                        |
| 3,8           | 12         | Teleki Pál út 2.            | 1, 2, 5, 5A, 5T, 6, 7, 7A, 9, 10, 10A, 10B, 10IB, 10M, 10Y, 11M, 12, 13, 14M, 14MP, 17, 20, 20A, 20K, 20M                                                                                             | McDonald’s étterem Sopron Pláza Káposztás utcai Stadion Ibolya-tó |
| 4,2           | 13         | Juharfa út 16.              | 1, 2, 6, 7, 7A, 9, 11M, 12, 13, 14M, 14MP, 17 | |
| 4,4           | 14         | Jereván lakótelep           | 1, 2, 5, 5A, 5T, 6, 7, 7A, 9, 10, 10A, 10B, 10Y, 12, 13, 14M, 14MP, 17, 20, 20A, 20K, 20M | Helyi buszvégállomás |